# Samuel Hopkins (Politiker)

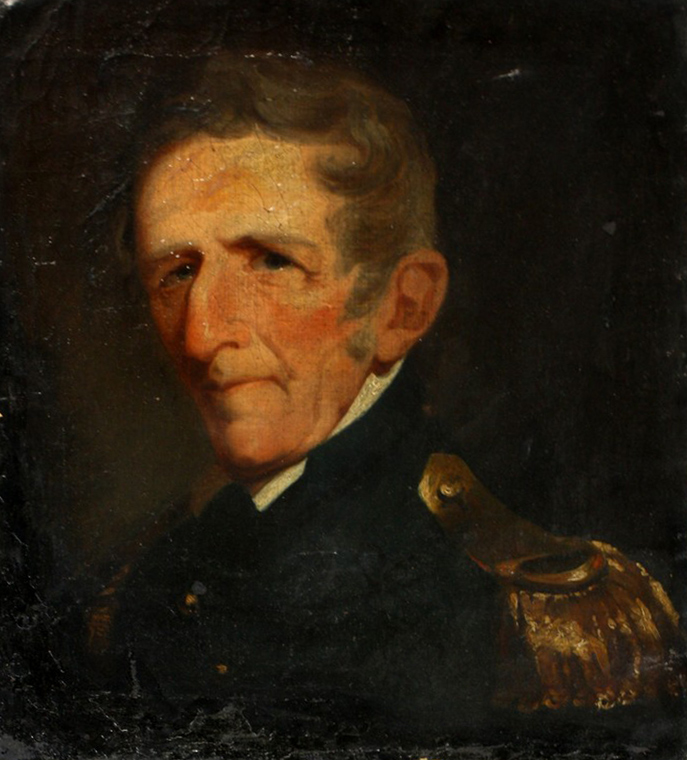
Samuel Hopkins

Samuel Hopkins (* 9. April 1753 im Albemarle County, Colony of Virginia; † 16. September 1819 bei Henderson, Kentucky) war ein US-amerikanischer Politiker. Zwischen 1813 und 1815 vertrat er den Bundesstaat Kentucky im US-Repräsentantenhaus.

## Werdegang
Samuel Hopkins genoss eine private Schulausbildung. Danach nahm er als Offizier der Kontinentalarmee am Unabhängigkeitskrieg teil. Dort war er zeitweise im Stab von General George Washington. Bis zum Ende des Krieges hatte er es in der Armee bis zum Oberst gebracht. Im Jahr 1796 zog Hopkins nach Kentucky, wo er sich in einem Ort namens Red Banks am Ohio River niederließ. Nach einem anschließenden Jurastudium und seiner Zulassung als Rechtsanwalt begann er in diesem Beruf zu arbeiten. Zwischen 1799 und 1801 war er Vorsitzender Richter des ersten Kriminalgerichts von Kentucky.
Politisch schloss sich Hopkins der von Thomas Jefferson gegründeten Demokratisch-Republikanischen Partei an. Zwischen 1801 und 1806 war er mehrfach Abgeordneter im Repräsentantenhaus von Kentucky. Von 1809 bis 1813 gehörte er dem Staatssenat an. Im Jahr 1812 war Hopkins als Generalmajor Oberbefehlshaber im westlichen Bereich des Illinois- und des Indiana-Territoriums. Bei den Kongresswahlen des Jahres 1812 wurde er im damals neu geschaffenen neunten Wahlbezirk von Kentucky in das US-Repräsentantenhaus in Washington, D.C. gewählt, wo er am 4. März 1813 sein neues Mandat antrat. Da er im Jahr 1814 eine erneute Kandidatur ablehnte, konnte er bis zum 3. März 1815 nur eine Legislaturperiode im Kongress absolvieren. Diese war von den Ereignissen des Britisch-Amerikanischen Krieges geprägt.
Nach dem Ende seiner Zeit im US-Repräsentantenhaus zog sich Samuel Hopkins auf sein Anwesen „Spring Garden“ nahe Henderson zurück. Dort ist er am 16. September 1819 auch verstorben.
Nach ihm sind Hopkins County und die Stadt Hopkinsville im Christian County in Kentucky benannt.